# Frohnbach (Moorbach)
Der Frohnbach  ist ein etwa 200 m langer orographisch linker Zufluss des Moorbaches in den rheinland-pfälzischen Landkreisen Kaiserslautern und Kusel.

## Verlauf
Der Frohnbach entspringt im Naturraum Lichtenberg-Höhenrücken auf einer Höhe von 336 m ü. NHN am Südhang des Kahlenberges (396 m) in einer in der Flur Beim Kahlenborn liegenden Fettwiese. Seine Quelle liegt im Landkreis Kusel südlich der zur Verbandsgemeinde Lauterecken-Wolfstein gehörenden Ortsgemeinde Relsberg.
Der Bach fließt zunächst südostwärts durch die Wiese, markiert dann ganz kurz die Grenze zwischen dem Landkreis Kusel auf seiner linken Seite und dem Landkreis Kaiserslautern auf der rechten und mündet schließlich auf einer Höhe von 326 m von links in den aus dem Südwesten kommenden Moorbach.

## Daten
Der Frohnbach entwässert über den Moorbach, den Odenbach, den Glan, die Nahe und den Rhein in die Nordsee. Der Höhenunterschied von seiner Quelle bis zu seiner Mündung beträgt 10 m, was bei einer Lauflänge von 0,2 km einem mittleren Sohlgefälle von 50,0 ‰ entspricht.

## Natur und Umwelt
Der Frohnbach fließt durch eine Glatthaferwiese. In dieser Wiese wächst das Weidekammgras, das Wollige Honiggras, das Wiesenknäuelgras, das Gewöhnliche Ruchgras, das Wiesen-Fuchsschwanzgras und das Rote Straußgras. Außerdem gedeiht dort noch der Scharfe Hahnenfuß, die Rapunzel-Glockenblume, die Waldsimse, die Zaunwicke, die Wiesenplatterbse, der Rotschwingel, der Wiesensauerampfer, das  Erdbeer-Fingerkraut, der Kleine Wiesenknopf, der Gewöhnliche Hornklee, der Spitzwegerich, das Weiße Labkraut, das Gefleckte Johanniskraut und nicht zuletzt der Gewöhnliche Glatthafer.